# Милнер-Галланд, Робин
Ро́бин Ми́лнер-Га́лланд (в другой транскрипции Милнер-Гулланд, англ. Robin Milner-Gulland; род. 24 февраля 1936) — британский литературовед. Профессор Сассекского университета.

## Биография
Учился устному переводу во время военной службы. Затем окончил Новый колледж Оксфордского университета со специализацией в русской и германской филологии, среди его наставников был Дмитрий Оболенский. В 1960—1961 гг. стажировался в Московском университете, изучая средневековую русскую литературу под руководством Николая Гудзия.
С 1962 г. преподаёт в Сассексском университете, с 1993 г. профессор. Действительный член Лондонского общества антикваров (1998) и Британской академии (2002).
Сфера научных интересов — древнерусское искусство, европейская культура Средних веков, история русской литературы XX века (преимущественно творчество Николая Заболоцкого, Даниила Хармса, Велимира Хлебникова).